# Ču
Ču (kirg. Чүй, kazaš. Шу) je velika rijeka u Kirgistanu i Kazahstanu duga 1.067 km.

## Zemljopisne karakteristike
Ču se formira kad se spoje rijeke Žun Arik i Kočkor, koje izviru na obroncima Gorja Tanšan (dio tibetske visoravni) u Kirgistanu.
Nakon tog teče prema sjeveru, preko Kanjona Boam, ispod kojeg prima najveću pritoku Čon Kemin, ona ga skreće prema sjeverozapadu prema plodnoj Dolini Ču gdje se njegove vode intenzivno koriste za navodnjavanje.
Prolazi pored glavnog grada Kirgistana Biškeka. U srednjem toku formira granicu između Kirgistana i Kazahstana, nakon tog ulazi u Kazahstan. Nešto prije nego što doteče do Sir-Darje (do kojeg vode Čua dopru samo za najvećih poplava) Ču se izliva po gomili jezera i bara u pješčanoj stepi pored mjesta Ašikolj, koje za sušnih ljeta brzo ispare.
Ču ima sliv velik oko 62 500 km², i prosječni istjek od 130 m3/s. Od njegovih 1 067 km dužine, 600 km se nalazi u Kazahstanu.
Dolina rijeke je puno vlažnija od ostalog dijela tog polupustinjskog kraja Centralne Azije, pa je izuzetno gusto naseljena. Stanovništvo se bavi poljoprivredom, pretežno uzgojem pšenice. 

## Povezane stranice
- Popis najdužih rijeka na svijetu

## Vanjske poveznice
|  | Zajednički poslužitelj ima još gradiva o temi Ču |

- Chu River na portalu Encyclopædia Britannica (engl.)